# Lijst van films A-D
Dit is een lijst van films die beginnen met een letter van A tot en met D.

## A
- A.I.: Artificial Intelligence (2001)
- The A-Team (2006)
- A Working Man (2025)
- De aanslag (1986)
- Abbott and Costello Meet Frankenstein (1948)
- Abby (1974)
- Abduction (2011)
- Abel (1986)
- Abeltje (1998)
- About a Boy (2002)
- About Last Night (1986)
- About Schmidt (2002)
- Above the Law (1988)
- Above the Rim (1994)
- Abre los ojos (1997)
- The Abyss (1989)
- Accident (1967)
- The Accidental Tourist (1988)
- Accused (1936)
- Accused (1964) aka Obžalovaný
- The Accused (1949)
- The Accused (1988)
- Ace Ventura: Pet Detective (1993)
- Ace Ventura: When Nature Calls (1995)
- Achilles en het zebrapad (1995)
- The Acid House (1998)
- Action of the Tiger (1957)
- Adam's Rib (1923)
- Adam's Rib (1949)
- Adaptation. (2002)
- The Addams Family (1991)
- Addams Family Values (1993)
- Adrift (2006)
- Adventures in Babysitting (1987)
- The Adventures of Baron Munchausen (1989)
- The Adventures of Buckaroo Banzai Across the 8th Dimension (1984)
- The Adventures of Priscilla, Queen of the Desert (1994)
- The Adventures of Robin Hood (1938)
- The Adventures of Sharkboy and Lavagirl (2005)
- The Adventures of Sherlock Holmes (1939)
- Aelita (1924)
- Æon Flux (2005)
- Affliction (1997)
- The African Queen (1951)
- After Hours (1985)
- After the Sunset (2005)
- After the Thin Man (1936)
- Aftermath (2024)
- Aftershock: Earthquake in New York (1999)
- Against All Flags (1952)
- Against All Odds (1984)
- L'Âge d'or (1930)
- Agent Cody Banks (2003)
- L'aile ou la cuisse (1976)
- Air America (1990)
- Air Force One (1997)
- Airplane! (1980)
- Airplane II: The Sequel (1982)
- Airport (1970)
- Akira (1988)
- Aladdin (1992)
- Aladdin (2019)
- The Alamo (1960)
- The Alamo (2004)
- Aletta Jacobs: Het hoogste streven (1995)
- Alex & Emma (2003)
- Alexander (2004)
- Alexander's Ragtime Band (1938)
- Alfie (1966)
- Alfie (2004)
- Ali (2001)
- Ali G Indahouse (2002)
- Alibi (1929)
- Alice Adams (1935)
- Alice in Wonderland (1951)
- Alice in Wonderland (2010)
- Alien (1979)
- Alien vs. Predator (2004)
- Alien: Covenant (2017)
- Alien: Resurrection (1997)
- Alien³ (1992)
- Aliens (1986)
- Aliens vs. Predator: Requiem (2007)
- Alita: Battle Angel (2019)
- Alive (1993)
- All About Eve (1950)
- All About Steve (2008)
- All Dogs Go to Heaven (1989)
- All Quiet on the Western Front (1930)
- All Stars (1997)
- All That Heaven Allows (1955)
- All That Jazz (1979)
- All the King's Men (1949)
- All the President's Men (1976)
- All the Right Moves (1983)
- All the World Is Sleeping (2021)
- All This, and Heaven Too (1940)
- Allah'ın Sadık Kulu: Barla (2011)
- Alle dagen feest (1976)
- Alles is nog steeds zoals het zou moeten zijn (2023)
- Alles is zoals het zou moeten zijn (2020)
- Almost Famous (2000)
- Alone in the Dark (2005)
- Along Came a Spider (2001)
- Along Came Polly (2004)
- Alpenglühn im Dirndlrock (1974)
- Alpha (film) (2018)
- Alpha Dog (2006)
- Als de kraanvogels overvliegen (1957)
- Als je begrijpt wat ik bedoel (1983)
- Als twee druppels water (1963)
- Das Alte Ladakh (1986)
- Alteriste (2006)
- Amadeus (1984)
- Amarcord (1973)
- Amazones (2004)
- Amen. (2002)
- America, America (1963)
- American Beauty (1999)
- American Gangster (2007)
- American Girl (2002)
- American Graffiti (1973)
- American History X (1998)
- American Hustle (2013)
- An American in Paris (1951)
- American Me (1992)
- American Murder: The Family Next Door (2020)
- American Outlaws (2001)
- American Pie (1999)
- American Pie 2 (2001)
- American Pie Presents: Band Camp (2005)
- American Pie Presents: Beta House (2007)
- American Pie Presents: The Book of Love (2009)
- American Pie Presents: The Naked Mile (2006)
- The American President (1995)
- American Psycho (2000)
- American Psycho II: All American Girl (2002)
- American Sniper (2014)
- American Wedding (2003)
- An American Werewolf in London (1980)
- America's Sweethearts (2001)
- Amistad (1997)
- Amityville 3-D (1983)
- The Amityville Horror (2005)
- AmnesiA (2001)
- Amour (2012)
- Un amour de poche (1957)
- L'Amour en fuite (1979)
- Amsterdamned (1988)
- Das Amulett des Todes (1975)
- The Amy Fisher Story (1993)
- Anaconda (1997)
- Analyze That (2002)
- Analyze This (1999)
- Anastasia (1956)
- Anastasia (1997)
- Anatomy of a Murder (1959)
- Ancanar (2006)
- Anchorman: The Legend of Ron Burgundy (2004)
- Anchors Aweigh (1945)
- Een ander zijn geluk (2005)
- Andre (1994)
- Andrej Roebljov (1966)
- Andrew Henry's Meadow (2006)
- Andy Hardy Meets Debutante (1940)
- Angel Eyes (2000)
- Angel Heart (1987)
- Angel-A (2005)
- Angry Monk (2005)
- The Animal (2001)
- Animal Crackers (1930)
- Animal House (1978)
- Anna and the King (1999)
- Anna and the King of Siam (1946)
- Anne of the Thousand Days (1969)
- L'Année dernière à Marienbad (1961)
- Annie (1982)
- Annie Hall (1977)
- Another 48 Hrs. (1990)
- Another Cinderella Story (2008)
- Another Gay Movie (2006)
- Another Thin Man (1939)
- Antenna (1969)
- Anthony Adverse (1936)
- Antitrust (2001)
- Antonia (1995)
- Antwone Fisher (2002)
- Antz (1998)
- Any Number Can Play (1949)
- Any Way the Wind Blows (2003)
- The Apartment (1960)
- Apocalypse Now (1979)
- Apollo 13 (1995)
- Applause (1929)
- April Fool's Day (2008)
- Aquamarine (2006)
- Arachnophobia (1990)
- Argo (2012)
- De Aristokatten (1970)
- Arizona Dream (1993)
- Arlington Road (1999)
- Armageddon (1998)
- Around the World in Eighty Days (1956)
- Arrival (2016)
- Arrowsmith (1931)
- Arsenic and Old Lace (1944)
- The Art of Getting By (2011)
- The Artist (2011)
- As Good as It Gets (1997)
- The Assassination of Jesse James by the Coward Robert Ford (2007)
- Assault on Precinct 13 (2005)
- Assepoester (1950)
- Asterix & Obelix tegen Caesar (1999)
- Asterix & Obelix: Missie Cleopatra (2002)
- Asterix en de Vikingen (2006)
- The Astronaut's Wife (1999)
- At Close Range (1985)
- At the Circus (1939)
- L'Atalante (1934)
- Atlantic City (1980)
- Atlantis (1913)
- Atlantis (1991)
- Atlantis: De verzonken stad (2001)
- Atlantis: Milo's Avontuur (2003)
- Atonement (2007)
- Attack Force Z (1982)
- Au (1997)
- Auntie Mame (1958)
- Austin Powers: International Man of Mystery (1997)
- Austin Powers: The Spy Who Shagged Me (1999)
- Austin Powers in Goldmember (2002)
- Autumn in New York (2000)
- Avalon (2001)
- Avatar (2007)
- Avatar: The Way of Water (2022)
- Les Aventures de Rabbi Jacob (1973)
- The Aviator (2004)
- De avonden (1989)
- De Avonturen van Ichabod en meneer Pad (1949)
- Awake (2007)
- Awakenings (1991)
- The Awful Truth (1937)
- Azumi (2003)
- Azumi 2: Death or Love (2005)

## B
- *batteries not included (1987)
- Baantjer: De Cock en de wraak zonder einde (1999)
- Babe (1995)
- Babe: Pig in the City (1998)
- Babel (2006)
- Babs (2000)
- Baby Blue (2001)
- Baby Geniuses (1998)
- Baby's Day Out (1994)
- The Bachelor (2000)
- The Bachelor and the Bobby-Soxer (1947)
- Bachelor Mother (1939)
- Bachelor Party (1984)
- The Bachelor Party (1957)
- Back in Action (2025)
- Back to the Future (1985)
- Back to the Future Part II (1986)
- Back to the Future Part III (1989)
- Bacon Grabbers (1929)
- Bad (niet voltooid)
- The Bad and the Beautiful (1952)
- Bad Boa's (2025)
- Bad Boys (1995)
- Bad Boys II (2003)
- Bad Girl (1932)
- Bad Girls (1994)
- Bad News Bears (2005)
- The Bad News Bears (1976)
- Bad Santa (2004)
- Bad Taste (1987)
- Badlands (1973)
- Baisers volés (1968)
- Baja Oklahoma (1988)
- La Bamba (1986)
- Bambi (1942)
- Bambi Meets Godzilla (1969)
- Bambi: The Reckoning (2025)
- Bananas (1971)
- Band of the Hand (1986)
- The Band Wagon (1953)
- Bandidas (2005)
- Bandits (2001)
- Bang (1995)
- The Banger Sisters (2002)
- The Bank Dick (1940)
- Banshun (1949) aka Late Spring
- Baraka (1992)
- Barb Wire (1996)
- Barbarella (1968)
- The Barber of Siberia (2000)
- Barbershop (2002)
- The Barefoot Contessa (1954)
- Barefoot in the Park (1967)
- The Barretts of Wimpole Street (1934)
- Barnyard (2006)
- Barry Lyndon (1975)
- Basic (2003)
- Basic Instinct (1992)
- Basic Instinct 2 (2006)
- The Basketball Diaries (1995)
- Le Bateau sur l'herbe (1971)
- Batman: The Movie (1966)
- Batman (1989)
- Batman Begins (2005)
- Batman Forever (1995)
- Batman Returns (1992)
- Batman & Robin (1997)
- Battle Hymn (1957)
- Battle of the Bulge (1965)
- Battle of Gettysburg (1956)
- Battle Royale (2000)
- Battle Royale II (2003)
- Battlefield Earth (2000)
- Battleground (1949)
- The Battleship Potemkin (1925)
- The Bay of Silence (2020)
- Be Cool (2004)
- The Beach (2000)
- Beaches (1988)
- Bean: The Ultimate Disaster Movie (1997)
- Beast of Bataan (2006)
- Beasts of the Southern Wild (2012)
- Beau Geste (1939)
- A Beautiful Mind (2001)
- Beavis and Butt-head Do America (1997)
- Becket (1964)
- Bedazzled (2000)
- Beetlejuice (1988)
- Before and After (1996)
- Before Sunset (2004)
- Before Your Eyes: Angelie's Secret (1995)
- Es begann bei Tiffany (1979)
- Het begin (1981)
- Behind Enemy Lines (2002)
- Behind Enemy Lines II: Axis of Evil (2006)
- Being Human (1993)
- Being John Malkovich (2000)
- Belfast (2021)
- Bella Donna's (2017)
- Belle en het Beest (1991)
- La Belle et la Bête (1946)
- The Bells of St. Mary's (1945)
- Ben (1972)
- Bend It Like Beckham (2002)
- Ben Hur (1907)
- Ben-Hur: a Tale of the Christ (1925)
- Ben-Hur (1959)
- Ben Hur (2003)
- The Benchwarmers (2006)
- Berg-Ejvind och hans hustru (1918)
- Best Defense (1984)
- The Best Years of Our Lives (1946)
- La bestia nel cuore (2005)
- Betrayed (1954)
- Beverly Hills Cop (1985)
- Beverly Hills Cop II (1987)
- Beverly Hills Cop III (1994)
- Beverly Hills Ninja (1997)
- Bewitched (2005)
- Beyond the Poseidon Adventure (1978)
- Bezet (2004)
- The Bible: In the Beginning (1966)
- Big (1988)
- The Big Broadcast of 1938 (1938)
- Big Business (1929)
- Big Business (1988)
- The Big Chill (1983)
- The Big Clock (1948)
- The Big Country (1958)
- Big Fat Liar (2002)
- Big Fish (2004)
- The Big House (1930)
- The Big Lebowski (1998)
- The Big Parade (1925)
- The Big Picture (1988)
- The Big Short (2015)
- The Big Sleep (1946)
- The Big Store (1941)
- The Big Wedding (2013)
- Big Momma's House (2000)
- Big Momma's House 2 (2006)
- Bilched (2019)
- Bill & Ted's Bogus Journey (1991)
- Bill & Ted's Excellent Adventure (1989)
- Billy Elliot (2001)
- Billy Rose's Jumbo (1962)
- Biloxi Blues (1988)
- Bird on a Wire (1990)
- Birdman (2014)
- Birdman of Alcatraz (1962)
- The Birds (1963)
- Birth (2005)
- The Birth of a Nation (1915)
- The Bishop's Wife (1947)
- Black Cat, White Cat (1998) aka Crna macka, beli macor
- The Black Dahlia (2006)
- Black Hawk Down (2001)
- Black Knight (2002)
- Black Narcissus (1947)
- Black Out (2012) (2012)
- Black Panther (2018)
- The Black Pirate (1926)
- Black Rain (1989)
- Black Sheep (1996)
- Black Snake Moan (2006)
- The Black Swan (1942)
- Black Swan (2010)
- BlacKkKlansman (2018)
- Blackmail (1929)
- Blacksmith Scene (1893)
- The Blade (1995)
- Blade (1998)
- Blade II (2002)
- Blade Runner (1982)
- Blade Runner 2049 (2017)
- Blade: Trinity (2005)
- The Blair Witch Project (1999)
- Blair Witch Project 2 (2000)
- Blame It on Rio (1984)
- Blankman (1994)
- Blast from the Past (1998)
- Der blaue Engel (1930)
- Blazing Saddles (1974)
- Bless the Beasts and Children (1971)
- Blind Date (1987)
- Blind Date (1996)
- Blind Fury (1989)
- Blind Husbands (1919)
- The Blind Side (2009)
- De blinde fotograaf (1973)
- Blindsight (film) (2006)
- The Blob (1958)
- The Blob (1988)
- Blood Diamond (2006)
- Blood In Blood Out (1993) aka Bound by Honor
- The Blood of Jesus (1941)
- Blood Red (1989)
- Blood Simple (1984)
- Blood Work (2002)
- BloodRayne (2006)
- Bloody Mallory (2002)
- Bloody Sunday (2002)
- Blossoms in the Dust (1941)
- Blow (2001)
- Blue (1993)
- Blue (2001)
- Blue (2009)
- Blue City (1986)
- Blue Crush (2002)
- The Blue Dahlia (1946)
- The Blue Lagoon (1980)
- The Blue Max (1966)
- Blue Hawaii (1961)
- Blue movie (1971)
- Blue Sky (1994)
- Blue Velvet (1986)
- Bluebird (2004)
- The Blues Brothers (1980)
- Blues Brothers 2000 (1998)
- Boat Trip (2002)
- Body Double (1984)
- Body Heat (1981)
- The Bodyguard (1992)
- Boeing Boeing (1985)
- Boiler Room (2000)
- Bolletjes Blues (2006)
- Bolt (1994)
- Bolt (2008)
- Bombshell (1933)
- Bon Bini Holland (2015)
- Bon Bini Holland 2 (2018)
- Bon Bini Holland 3 (2022)
- Bon Bini: Bangkok Nights (2023)
- Bon Bini: Judeska in da House (2020)
- The Bone Collector (1999)
- The Bone Snatcher (2003)
- Bonnie and Clyde (1967)
- Boogeyman (2005)
- Boogie Nights (1997)
- Book of Leo (2007)
- Boom Town (1940)
- Boomerang (1992)
- The Boondock Saints (1999)
- Das Boot (1981)
- Borgman (2013)
- Born on the Fourth of July (1989)
- Born Rich (2003)
- Born Yesterday (1950)
- Bound (1996)
- Bound for Glory (1976)
- The Bounty (1984)
- The Bourne Identity (2001)
- The Bourne Supremacy (2004)
- The Bourne Ultimatum (2007)
- Bowling for Columbine (2002)
- Boy 7 (2015)
- Boy Called Twist (2004)
- Boy Ecury (2003)
- Boychoir (2014)
- Boyhood (2014)
- Boys Don't Cry (1999)
- The Boys from Brazil (1978)
- Boys on the Side (1995)
- Boys Town (1938)
- Boyz n the Hood (1991)
- The Brady Bunch Movie (1995)
- The Brain (1962)
- The Brain (1969)
- The Brain (1988)
- Braindead (1992)
- Bram Stoker's Dracula (1992)
- Braveheart (1925)
- Braveheart (1995)
- Brazil (1985)
- Bread and Roses (2001)
- The Break-Up (2006)
- De Break-Up Club (2024)
- Breakdown (1997)
- Breaker Morant (1980)
- Breakfast at Tiffany's (1961)
- The Breakfast Club (1985)
- Breaking Away (1979)
- Breathe (2024)
- Breathless (1983)
- Bride & Prejudice (2004)
- Bride Hard (2025)
- Bride of Frankenstein (1935)
- The Bride with White Hair (1993)
- Bridge of Spies (2015)
- The Bridge on the River Kwai (1957)
- A Bridge Too Far (1977)
- Bridget Jones's Diary (2001)
- Bridget Jones: The Edge of Reason (2004)
- Brief Encounter (1945)
- De brief voor Sinterklaas (2019)
- Bright Eyes (1934)
- Bright Lights, Big City (1988)
- Bright Young Things (2004)
- Bring It On (2000)
- Bringing Down the House (2003)
- Bringing Out the Dead (2000)
- Bringing Up Baby (1938)
- Broadcast News (1987)
- The Broadway Melody (1929)
- Broadway Melody of 1936 (1935)
- Broeders (2017)
- Brokeback Mountain (2005)
- Broken Blossoms (1919)
- Broken Blossoms (1936)
- Broken Flowers (2005)
- A Bronx Tale (1993)
- Brooklyn (2015)
- Brother Bear (2004)
- The Brothers Grimm (2005)
- Bruce Almighty (2003)
- Die Büchse der Pandora (1929)
- Buenas Chicas (2024)
- Buffalo '66 (1998)
- Buffy the Vampire Slayer (1992)
- A Bug's Life (1998)
- Bugsy (1991)
- Buitenspel (2005)
- Bull Durham (1988)
- Bulletproof Monk (2003)
- Bully (2001)
- Bulworth (1998)
- De bunker (1992)
- Il buono, il brutto, il cattivo (1966)
- Burglar (1987)
- Burning Paradise (1994)
- Bus Stop (1956)
- Butch Cassidy and the Sundance Kid (1969)
- The ButterCream Gang (1992)
- The Butterfly Effect (2004)
- Buying the Cow (2002)

## C
- Cabaret (1972)
- Cabin Boy (1994)
- Cabin Fever (2002)
- Cabiria (1914)
- The Cable Guy (1996)
- Caddo Lake (2024)
- Caddyshack (1980)
- Cadillac Man (1990)
- Café Society (2016)
- The Caine Mutiny (1954)
- Calamity Jane (1953)
- Calendar Girls (2003)
- Caligula (1979)
- Call Me by Your Name (2017)
- Camille (1936)
- Campeones de la lucha libre (2008)
- Camping Cosmos (1996)
- Camp Rock (2008)
- Camp Rock 2: The Final Jam (2010)
- Candles in the Dark (1993)
- Candyman (1992)
- The Canterville Ghost (1986)
- Cape Fear (1992)
- Le Capitaine Fracasse (1961)
- Capote (2005)
- Captain America: Brave New World (2025)
- Captain America: Civil War (2016)
- Captain America: The First Avenger (2011)
- Captain America: The Winter Soldier (2014)
- Captain Blood (1935)
- Captain Corelli's Mandolin (2001)
- Captain Phillips (2013)
- Captains Courageous (1937)
- Car Wash (1976)
- Carambolages (1963)
- Carbon Copy (1981)
- Carlito's Way (1993)
- Carmen Jones (1954)
- Carna (1969)
- Carnal Knowledge (1971)
- Carousel (1956)
- Carrie (1976)
- Carrington (1995)
- Cars (2006)
- Casa Coco (2022)
- Casablanca (1942)
- Casanova (2005)
- Casino (1995)
- Casino Royale (2006)
- Casper (1995)
- Cast Away (2000)
- Casting X (2005)
- Castro Street (1966)
- Casualties of Love: The Long Island Lolita Story (1993)
- The Cat in the Hat (2004)
- Cat on a Hot Tin Roof (1958)
- Cat People (1942)
- Cat People (1980)
- Catch and Release (2006)
- Catch Me If You Can (2002)
- Catch-22 (1970)
- Cats & Dogs (2001)
- Cat's Eye (1985)
- Catwoman (2004)
- Cavalcade (1933)
- Ce qu'il reste de nous (2004)
- Celebrity (1998)
- The Celestine Prophecy (2006)
- The Cell (2000)
- I cento passi (2000)
- C'est arrivé près de chez vous (1992)
- Cha Cha (1979)
- The Chain Reaction (1980)
- The Champ (1931)
- Chan Is Missing (1982)
- The Changeling (1980)
- Changing Lanes (2002)
- Chaos (2005)
- Chaos (2005)
- Chaplin (1992)
- Charge at Feather River (1953)
- The Charge of the Light Brigade (1936)
- Chariots of Fire (1981)
- Charley (1986)
- Charlie Chan (2007)
- Charlie's Angels (2000)
- Charlie's Angels 2: Full Throttle (2003)
- Charlie St. Cloud (2010)
- Charlie Wilson's War (2007)
- Charlotte Gray (2003)
- Charlotte's Web (2006)
- The Chase (1946)
- The Chase (1966)
- The Chase (1971)
- The Chase (1977)
- The Chase (1978)
- The Chase (1991)
- The Chase (1994)
- Chasing Amy (1997)
- Chasing Liberty (2004)
- Chatterbox (1936)
- Cheaper by the Dozen (1950)
- Cheaper by the Dozen (2003)
- Cheaper by the Dozen 2 (2005)
- The Cheat (1915)
- Cherry (2021)
- Chicago (2002)
- Chicken Little (2004)
- Chicken Run (2000)
- Un chien andalou (1929)
- Children of a Lesser God (1986)
- Children of the Corn (1984)
- Children of the Corn (2009)
- The Chili Con Carne Club (1993)
- Chill Factor (2001)
- China Seas (1935)
- The China Syndrome (1979)
- Chinatown (1974)
- A Chinese Ghost Story (1987)
- Chinese Kung Fu against Godfather (1973)
- Chocolat (2000)
- Chopper (2001)
- A Chorus Line (1985)
- Les Choses de la vie (1970)
- Christiane F. - Wir Kinder vom Bahnhof Zoo (1981)
- Christmas Vacation 2: Cousin Eddie's Island Adventure (2003)
- Christopher Columbus: The Discovery (1992)
- The Chronicles of Narnia: The Lion, the Witch and the Wardrobe (2005)
- The Chronicles of Narnia: Prince Caspian (2007)
- The Chronicles of Narnia: The Voyage of the Dawn Treader (2010)
- The Chronicles of Riddick (2004)
- Chulas Fronteras (1976)
- Cidade Baixa (2005)
- Cidade de Deus (2002)
- The Cider House Rules (1999)
- Cimarron (1930)
- Cinderella (1914)
- Cinderella Man (2005)
- A Cinderella Story (2004)
- The Circus (1928)
- Circus Noël (2019)
- Ciske de Rat (1955)
- Ciske de Rat (1984)
- The Citadel (1938)
- Citizen Kane (1941)
- The City (1939)
- City Lights (1931)
- City of Angels (1998)
- City of Joy (1993)
- City Slickers (1991)
- City Slickers II: The Legend of Curly's Gold (1994)
- Civilization (1916)
- Class (1983)
- Claustrofobia (2011)
- Clear and Present Danger (1994)
- The Clearing (2004)
- Cleopatra (1934)
- Cleopatra (1963)
- Clerks. (1994)
- The Client (1994)
- Cliffhanger (1993)
- Cloaca (2003)
- Clockstoppers (2002)
- A Clockwork Orange (1971)
- Close Encounters of the Third Kind (1977)
- Close Your Eyes and Hold Me (1996)
- Closer (2004)
- Clown in a Cornfield (2025)
- Clue (1985)
- Clueless (1995)
- Coach Carter (2005)
- Coal Miner's Daughter (1981)
- Cobra (1986)
- The Cocoanuts (1929)
- Cocoon (1985)
- Cocoon: The Return (1988)
- CODA (2021)
- Code 46 (2005)
- Colombiana (2011)
- Cold Mountain (2004)
- Collateral (2004)
- De Collega's Maken de Brug (1988)
- Cologne: From the Diary of Ray and Esther (1939)
- The Colonel (1917)
- The Colonel (1974)
- The Colonel (2006)
- The Color Purple (1985)
- Colors (1988)
- Colosseum (2019)
- Coma (1994)
- Come and Get It (1936)
- Come Back, Little Sheba (1952)
- Coming Home (1978)
- Coming to America (1988)
- Coming 2 America (2021)
- Commando (1985)
- The Commitments (1991)
- Compassion in Exile: The Life of the 14th Dalai Lama (1993)
- Con Air (1997)
- Confessions of a Dangerous Mind (2002)
- Confessions of a Teenage Drama Queen (2004)
- Confessions of Sorority Girls (1994)
- Conflict of Interest (1993)
- Congo (1995)
- Connie & Carla (2004)
- Conspiracy Theorie (1997)
- The Constant Gardener (2005)
- Constantine (2005)
- Contact (1997)
- The Contender (1944)
- The Contender (2000)
- Control (2007)
- The Conversation (1974)
- Cool Hand Luke (1967)
- Cool Runnings (1994)
- Cool World (1992)
- The Cool World (1964)
- Cool! (2004)
- The Cooler (2004)
- Copycat (1995)
- Copying Beethoven (2006)
- Coquette (1929)
- Coral Reef Adventure (2003)
- Cordero de Dios (2008)
- The Core (2003)
- Corky Romano (2001)
- A Corner in Wheat (1909)
- Le Corniaud (1965)
- Corpse Bride (2005)
- Corrina, Corrina (1994)
- Corvette K-225 (1943)
- Costa! (2001)
- The Cotton Club (1986)
- The Count of Monte Cristo (2002)
- The Country Girl (1954)
- Courage Under Fire (1996)
- The Covered Wagon (1923)
- Coyote Ugly (2000)
- Cowboy (1958)
- Cowboys & Aliens (2011)
- Crackers (1983)
- The Craft (1996)
- Crash (2004)
- Crawl (2019)
- Crazy/Beautiful (2001)
- Creep (2004)
- Crimson Tide (1995)
- Critic's Choice (1963)
- Critters (1987)
- Crocodile Dundee (1986)
- Crocodile Dundee 2 (1988)
- Crocodile Dundee in Los Angeles (2001)
- Crossfire (1947)
- The Crossing (1994)
- The Crossing (1999)
- Crossroads (2002)
- Crouching Tiger, Hidden Dragon (2000)
- The Crow (1994)
- The Crow: City of Angels (1997)
- The Crowd (1928)
- Cruel Intentions (1999)
- Cruella (2021)
- Cry Freedom (1987)
- The Crying Game (1993)
- Cube (1997)
- Cube 2: Hypercube (2002)
- Cube Zero (2004)
- De cup (1999)
- The Curious Case of Benjamin Button (2008)
- Curly Sue (1991)
- The Curse of the Were-Rabbit (2005)
- Cursed (2005)
- Curve (2015)
- Cutthroat Island (1995)
- Cyborg (1989)
- Cyborg 2: Glass Shield (1992)
- Cyborg 3 (1994)
- Cyrano de Bergerac (1950)
- Cyrano de Bergerac (1990)
- Czechoslovakia 1968 (1969)

## D
- D.O.A. (1950)
- D.O.A. (1988)
- DOA: Dead or Alive (2006)
- The Da Vinci Code (2006)
- Dad (1989)
- Daddy Day Care (2003)
- Daens (1993)
- Dag Dokter (1979)
- Dagboek (1972)
- Een dagje naar het strand (1984)
- Dakota (1974)
- The Dalai Lama: 50 Years After the Fall (2009)
- Dalai Lama Renaissance (2007)
- Dallas Buyers Club (2013)
- Damage (1992)
- Damaged Lives (1937)
- Dance 'Til Dawn (1988)
- Dancer in the Dark (2000)
- Dances with Wolves (1990)
- Dangerous (1935)
- Dangerous Liaisons (1988)
- Dangerous Minds (1995)
- Dante's Peak (1997)
- Daredevil (2003)
- Daredevil 2 (2007)
- The Darjeeling Limited (2007)
- The Dark Corner (1946)
- The Dark Crystal (1982)
- The Dark Knight (2008)
- Dark Victory (1939)
- Dark Water (2005)
- Darkest Hour (2017)
- Darling (1965)
- Darkman (1990)
- David Copperfield (1935)
- David Holzman's Diary (1967)
- Dawn of the Dead (1978)
- The Day After Tomorrow (2004)
- A Day at the Races (1937)
- The Day the Earth Stood Still (1951)
- Daylight (1996)
- Days of Heaven (1978)
- Days of Thunder (1990)
- Dazed and Confused (1993)
- De-Lovely (2004)
- Dead Again (1991)
- Dead End (1937)
- Dead Man (1995)
- Dead Man Walking (1995)
- Dead Man's Walk (1995)
- Dead of Night (1945)
- Dead of Night (1972)
- Dead Poets Society (1989)
- The Deadly Affair (1966)
- Deadly Friend (1986)
- Deadly Is the Female (1949)
- Deadly Weapons (1974)
- Dear Wendy (2005)
- Death Becomes Her (1992)
- Death Defying Acts (2007)
- Death Hunt (1981)
- Death of a Unicorn (2025)
- Death Warrant (1990)
- Decision Before Dawn (1951)
- Deconstructing Harry (1997)
- The Deep End (2001)
- Deep Blue Sea (1999)
- Deep Impact (1998)
- Deep Throat (1972)
- The Deer Hunter (1978)
- The Defiant Ones (1958)
- Delamu (2004)
- Delicatessen (1991)
- Deliverance (1972)
- The Delta Factor (1970)
- Demolition Man (1993)
- Dennis P. (2006)
- Dennis the Menace (1993)
- The Departed (2006)
- Derailed (2002) (2002)
- Derailed (2005) (2005)
- The Descendants (2011)
- The Descent (2006)
- Desperado (1995)
- Desperate Hours (1990)
- The Desperate Hours (1955)
- Desperately Seeking Susan (1985)
- Destry Rides Again (1932)
- Destry Rides Again (1939)
- Detective Story (1951)
- Detour (1945)
- Deuce Bigalow: European Gigolo (2005)
- Deuce Bigalow: Male Gigolo (2000)
- Devil in a Blue Dress (1995)
- The Devil Wears Prada (2006)
- The Devil's Advocate (1997)
- The Devil's Arithmetic (1999)
- Devil's Pond (2003)
- Dial M for Murder (1954)
- Diamonds Are Forever (1971)
- Diarios de motocicleta (2004)
- The Diary of Anne Frank (1959)
- Dick Tracy (1990)
- Dickie Roberts: Former Child Star (2003)
- Die Another Day (2002)
- Die Hard (1988)
- Die Hard 2: Die Harder (1990)
- Die Hard 3: With a Vengeance (1995)
- Die Hard 4.0 (2006)
- Diep (2005)
- Dikkie Dik en de verdwenen knuffel (2024)
- Dikkie Dik 2: Een nieuwe vriend voor Dikkie Dik (2024)
- Diner (1982)
- Dinner at Eight (1933)
- Dinosaur (2000)
- Dirty Dancing (1987)
- Dirty Dancing: Havana Nights (2004)
- The Dirty Dozen (1967)
- Dirty Harry (1971)
- Dirty Pretty Things (2002)
- Disclosure (1994)
- The Discovery of Heaven (2001)
- Disraeli (1930)
- Distant Drums (1951)
- District 9 (2009)
- Disturbing Behavior (1998)
- The Dive (2008)
- The Divine Lady (1929)
- Divine Secrets of the Ya-Ya Sisterhood (2002)
- The Divorcee (1930)
- Django Unchained (2012)
- Do Not Disturb (1999)
- Do the Right Thing (1987)
- Dochters (2025)
- The Docks of New York (1928)
- Doctor Dolittle (1967)
- Doctor Zhivago (1965)
- Dodesukaden (1970)
- Dodge City (1939)
- Dodgeball (2004)
- Dodsworth (1936)
- Dog Day Afternoon (1975)
- Dog Days (2018)
- Dog Pound (2010)
- Dog Star Man (1962)
- Dogma (1999)
- Dogville (2003)
- Dokter Pulder zaait papavers (1975)
- Dolittle (2020)
- Domestic Disturbance (2002)
- Domicile conjugal (1970)
- Domino (2005)
- De dominee (2004)
- Don (2006)
- Don Juan DeMarco (1995)
- Don't Breathe (2016)
- Don't Breathe 2 (2021)
- Don't Look Up (2021)
- Don't Say a Word (2001)
- Donnie Brasco (1997)
- Donnie Darko (2001)
- Dont Look Back (1967)
- Doodeind (2006)
- Doom (2005)
- The Doom Generation (1995)
- Doornroosje (1959)
- The Doors (1991)
- Double Indemnity (1944)
- A Double Life (1947)
- Double Wedding (1936)
- The Dove (1928)
- Down to Earth (2001)
- Down to You (2000)
- Down with Love (2003)
- Dr. Dolittle (1998)
- Dr. Dolittle 2 (2001)
- Dr. Jekyll and Mr. Hyde (1931)
- Dr. Jekyll and Mr. Hyde (1941)
- Dr. No (1962)
- Dr. Strangelove or: How I Learned to Stop Worrying and Love the Bomb (1964)
- Dracula (1931)
- Drácula (1931)
- Dracula: A Love Tale (2025)
- Dragnet (1987)
- Dragon: The Bruce Lee Story (1994)
- Dragonfly (2002)
- Dragonheart (1996)
- Drama/Mex (2006)
- Dreamcatcher (2003)
- Dreamscape (1984)
- Dreaming Lhasa (2005)
- The Dresser (1983)
- Drie weken huisknecht (1944)
- Drive My Car (2021)
- Driven (2001)
- Driving Miss Daisy (1989)
- Drop Dead Gorgeous (1999)
- Drop Zone (1995)
- Drugstore Cowboy (1989)
- Drums Along the Mohawk (1939)
- A Dry White Season (1989)
- Dubbel zes (2025)
- Duck Amuck (1953)
- Duck Soup (1927)
- Duck Soup (1933)
- Dude, Where's My Car? (2000)
- De duistere diamant (2004)
- The Dukes of Hazard (2005)
- The Dukes of Hazzard: The Beginning (2007)
- Dumb and Dumber (1994)
- Dumb and Dumber To (2014)
- Dumb and Dumberer: When Harry Met Lloyd (2003)
- Dumbo (1941)
- Dune (1984)
- Dune (2021)
- Dungeons & Dragons (2000)
- Dunkirk (2017)
- Duplex (2003)
- Dying Young (1991)